# بوب ويليام
بوب ويليام (باليابانية: ポープ・ウィリアム) (21 أكتوبر 1994 في طوكيو في اليابان – )؛ هو لاعب كرة قدم ياباني سابق كان يلعب كحارس مرمى.

## وصلات خارجية
- بوب ويليام على موقع رابطة كرة القدم اليابانية للمحترفين (اليابانية)
- بوب ويليام على موقع قاعدة بيانات كرة القدم.إي يو (الإنجليزية)
- بوب ويليام على موقع Soccerway.com (الإنجليزية)
- بوب ويليام على موقع عالم كرة القدم.نت (الإنجليزية)